# فرودگاه استراتوری (بلو یوندر)
فرودگاه استراتوری (بلو یوندر) (به انگلیسی: Strathroy (Blue Yonder) Airport) یک فرودگاه همگانی است که یک باند فرود چمن دارد و طول باند آن ۶۱۰ متر است. این فرودگاه در کشور کانادا قرار دارد و در ارتفاع ۲۳۸ متری از سطح دریا واقع شده است.